# فرودگاه شهری ترلاک
فرودگاه شهری ترلاک  (به انگلیسی: Turlock Municipal Airport)  یک فرودگاه همگانی   است که یک باند فرود آسفالت دارد و طول باند آن ۹۱۰ متر است. این فرودگاه در  کشور ایالات متحده آمریکا قرار دارد و در ارتفاع ۴۸٫۵ متری از سطح دریا واقع شده است.